# Рылево (Тульская область)
Рылево — село в Одоевском районе Тульской области России.
В рамках административно-территориального устройства является центром Рылевской сельской администрации Одоевского района, в рамках организации местного самоуправления — административный центр сельского поселения Восточно-Одоевское.

## География
Расположено в 13 км к юго-востоку от райцентра, посёлка городского типа Одоев, и в 64 км к юго-западу от областного центра, г. Тулы.

## История
Дата основания неизвестна.

## Население
| 2002 | 2010 |
| ---- | ---- |
| 557  | ↗651 |

## Транспорт
В селе есть автобусная остановка, по которой ходит автобус номер 199. В 500 м от села есть аэродром, не производящий пассажирские перевозки. В данный момент аэродром принадлежит ООО АПК ТЮРИНСКИЙ.